# Альма Крюгер
Альма Крюгер (англ. Alma Kruger; 13 вересня 1871, Піттсбург, Пенсільванія — 5 квітня 1960, Сіетл, Вашингтон) — американська актриса театру і кіно.

## Біографія
Альма Крюгер народилася 13 вересня 1871 року у місті Піттсбург (штат Пенсільванія, США). З 1907 по 1936 грала в бродвейських театрах, була «шекспірівською актрисою», за ці 29 років вона з'явилася мінімум у 36 бродвейських постановках. У 1936 році, у віці 65 років, Крюгер вперше, на особисте запрошення патріарха Голлівуду Семюела Голдвіна, знялася в кіно. Її кінокар'єра тривала недовго, лише одинадцять років, за які вона з'явилася у 46 фільмах (у тому числі в чотирьох без вказівки у титрах).
Альма Крюгер померла 5 квітня 1960 року від природних причин у будинку для людей похилого віку в місті Сіетл (штат Вашингтон).